# スポーツ・ラボ
スポーツ・ラボは、NHK BS1で2015年度に放送されたスポーツ番組放送枠の名称である。

## 概要
スポーツの「競技やアスリートの魅力」を様々な切り口で紹介するスポーツエンタテイメント番組である。
また、この枠に、「スポーツ酒場 語り亭」及び「ザ・データマン 〜スポーツの真実は数字にあり〜」も移設する。

## 放送時間
- 日曜 21:00-21:50
  - ただし、NHKプロ野球並びにJリーグのナイター中継を含め当該時間に国内外のスポーツイベントの中継が実施される場合、あるいは日曜日にJ1リーグが実施される日のハイライト番組『Jリーグタイム』が放送される場合は休止とする。
- 再放送　次週日曜日0:00-0:50（土曜日深夜）

## 構成番組
- スポーツ酒場 語り亭（時間移動・月一回放送 以下・語り亭）
- ザ・データマン 〜スポーツの真実は数字にあり〜（時間移動・月一回放送 以下・データマン）
- めでスポ〜応援したくなるアスリート〜（新設 以下・めでスポ）
- 球辞苑〜プロ野球が100倍楽しくなるキーワードたち〜（新設　2014年度にパイロット版で放送 以下・球辞苑）
- ぼくらはマンガで強くなった〜SPORTS×MANGA〜（新設、同上 以下・スポ×マン）

## 放送履歴
※放送日は初回。
| 放送日        | 番組名                                                             | 備考 |
| ------------- | ------------------------------------------------------------------ | --- |
| 2015年 4月5日 | 語り亭「プロ野球4番バッター」                                      | |
| 4月12日       | 休止                                                               | 「Jリーグタイム・J1リーグ第1ステージ第5節」（21:10-21:50）放送のため                                                   |
| 4月19         | めでスポ「プロ野球編」                                             | 初回放送はマルチチャンネル編成の101のみで放送 （102はATPテニスマスターズ1000シリーズ「モンテカルロマスターズ」を放送） |
| 4月26日       | 球辞苑「1塁手」                                                    | |
| 5月3日        | 語り亭「体操・スゴ技」                                             | |
| 5月10日       | 休止                                                               | 「Jリーグタイム・J1リーグ第1ステージ第11節」（21:10-21:50）放送のため                                                  |
| 5月17日       | 休止                                                               | 「エアレース世界選手権2015第2戦・千葉大会」（20:00-21:50）放送のため                                                   |
| 5月24日       | データマン「“846.238㎞”王者の疾走 ドイツサッカーの秘密」           | |
| 5月31日       | スポ×マン「弱虫ペダル」                                            | |
| 2015/6/7      | 休止                                                               | 「Jリーグタイム・J1リーグ第1ステージ第15節」（21:00-21:40）放送のため                                                  |
| 6月14日       | 語り亭「陸上競技・100m走」                                         | |
| 6月21日       | データマン「0.37秒の駆け引き～錦織圭・知られざる予測能力の攻防～」 | |
| 6月28日       | スポ×マン「マンガがつないだ！体操ニッポン・金メダル」              | |
| 7月5日        | めでスポ「大相撲編」                                               | |
| 7月12日       | データマン「復活!日本シンクロ」                                    | |
| 7月19日       | 休止                                                               | 「Jリーグタイム・J1リーグ第2ステージ第3節」（21:10-21:50）放送のため                                                   |
| 7月26日       | 休止                                                               | 「NHKプロ野球・阪神対DeNA」（18:00-21:30）放送のため                                                                   |
| 8月2日        | 語り亭「サッカー・ディフェンダー」                                 | |
| 8月9日        | スポ×マン「高校野球100年」                                         | |
| 8月16日       | 休止                                                               | 「Jリーグタイム・J1リーグ第2ステージ第7節」（21:10-21:50 102放送休止）放送のため                                       |
| 8月23日       | 球辞苑「アンダースロー」                                           | |
| 8月30日       | 球辞苑「ホーム・スチール」                                         | |
| 9月6日        | 語り亭「日本ラグビー・勝つための哲学」                             | 天皇杯サッカー2回戦「京都サンガFC対流通経済大学」（19:00-21:00）放送の都合で21:05-21:55に放送                          |
| 9月13日       | 休止                                                               | 「ラグビーワールドカップ2015開幕直前徹底ガイド」放送のため                                                             |
| 9月20日       | 休止                                                               | 「NHKプロ野球・中日対巨人」（18:00-21:30）放送のため                                                                   |
| 9月27日       | スポ×マン「青春と恋愛とスポーツと・あだち充」                      | |
| 10月4日       | 語り亭・「幻の“日本シリーズ”伝説の選手たち」                       | 101のみで放送（102は「NHKプロ野球・阪神対広島」<18:00-21:50>を放送）                                                   |
| 10月11日      | 語り亭・「ラグビーW杯 歴史をつくった日本代表」                     | 19:00-19:50放送 |
| 10月18日      | データマン・「R45.3 驚異の剣さばき～フェンシング～」               | |
| 10月25日      | 休止                                                               | 「NHKプロ野球・日本シリーズ第2試合 ソフトバンク対ヤクルト」を放送するため（18:15-21:50）                               |
| 11月1日       | 休止                                                               | 「Jリーグタイム・J2リーグ第39節、ナビスコ杯決勝・鹿島アントラーズ対ガンバ大阪」放送のため                              |
| 11月8日       | 語り亭「スポーツと音楽の深い関係」                                 | 2015年10月11日、みんなの広場ふれあいホールでの「Nスポ2015」公開収録より                                                |
| 11月15日      | データマン「493km/h 人類最速の闘い バドミントン」                  | |
| 11月22日      | 休止                                                               | 「Jリーグタイム・J1リーグ第2ステージ第17節」放送のため                                                                 |
| 11月29日      | 休止                                                               | BS1スペシャル「ニンジンハンター～韓国・元エリートたちの一獲千金～」放送のため                                          |
| 12月6日       | 語り亭「レジェンド達のアスリート哲学」                             | |
| 12月13日      | データマン「目指せ!秒速10.4m 加速の極意」                          | |
| 12月20日      | スポ×マン「拳に込めた“あしたへの一歩”」                            | |
| 12月27日      | 休止                                                               | 「全日本バレーボール選手権 決勝戦」放送のため                                                                          |
| 2016年 1月3日 | 休止                                                               | 「山中伸弥教授が語るiPS細胞研究の今」放送のため                                                                        |
| 1月10日       | データマン「0.41秒の攻防 “打倒中国”への道」                        | |
| 1月17日       | 休止                                                               | 「丸ごと!錦織圭～2015 戦いの軌跡～」再放送のため                                                                       |
| 1月24日       | 休止                                                               | 「NFLスーパーボウル50年「いま語ろう!伝説の名場面」」放送のため                                                         |
| 1月31日       | スポ×マン「柔道・野村 “背負い”の秘密」                             | |
| 2月7日        | 語り亭「とことん羽生結弦」                                         | |
| 2月14日       | 休止                                                               | BS1スペシャル「精霊流しの夜に～ネパール 大震災を越えて～」放送のため                                                   |
| 2月21日       | データマン「+20度 KARATE 勝利のカギはカニ型」                      | |
| 2月28日       | 休止                                                               | 「超人たちのパラリンピック 第2回「水泳 コートニー・ジョーダン」」放送のため                                            |
| 3月6日        | 語り亭「サッカー スーパーセーブ」                                  | |
| 3月13日       | データマン「+0.04秒 アーチェリー 平常心でメダルを射よ！」」        | |